# Alia Mamdouh
Alia Mamdouh (en arabe : عالية ممدوح), née en 1944 à Bagdad (Irak), est une romancière et journaliste irakienne.
Elle suit des études de psychologie à l'université al-Mustansiriyah et en sort diplômée en 1971.
Elle travaille ensuite, pendant une dizaine d'années, comme journaliste pour Al-Rasid. Son premier recueil de nouvelles, dont le titre anglais est Overture for Laughter, parait en 1973. Elle quitte Bagdad et l'Irak en 1982,. Elle s'installe à Paris vers 1982.
Tous ses livres sont censurés en Irak.
En 2004, elle remporte le prix Naguib-Mahfouz pour son roman Al-Mahboubât (المحبوبات, Bien-aimée). Le roman est traduit en anglais par Marilyn Booth sous le titre The Loved Ones. Il est traduit en français en 2022 sous le titre Comme un désir qui ne veut pas mourir.
Dans ses romans, elle dénonce l'hypocrisie de la sphère familiale et de la société ainsi que les diverses oppressions (sexuelle, religieuse…) qui s'exercent sur les Irakiens.
Son roman Al-Tanki (التانكي, Le Tank) est finaliste du prix international de la fiction arabe en 2020.
En mai 2022, la chaire de l'Institut du monde arabe rend hommage à Alia Mamdouh pour l'ensemble de son œuvre,.

## Œuvres
- La Naphtaline, Actes Sud, 1999 (حبات النفتالين (Habât al-naftâlîn), 1986), trad. François Zabbal  (ISBN 978-2742707607)
- La Passion, éditions Actes Sud, 2003 (الولع (Al-Wala'), 1993), trad. Michel Galloux  (ISBN 978-2742742493)
- La Garçonne, éditions Actes Sud, 2012 (الغلامة (Al-Ghulâmah), 2000), trad. Stéphanie Dujols  (ISBN 978-2330002428)
- Comme un désir qui ne veut pas mourir, éditions Actes Sud, 2022 (المحبوبات (Al-Mahboubât), 2003), trad. Philippe Vigreux  (ISBN 978-2330160890)